# 프로토모그나투스 아메리카누스
프로토모그나투스 아메리카누스는 개미의 한 종으로, 프로토모그나투스속에 속한다. 불개미아과의 다른 개미들과 마찬가지로 개미산을 만드는 기관이 발달하였다. 미국에서 서식한다.